# 斷層線戰爭
斷層線戰爭為發生在兩個或多個來自不同文明的身分群體（通常是宗教或種族）之間的戰爭。其來自於不同文明之間的國家與團體之間的社群衝突，並逐漸變得暴力。這些戰爭通常發生在國家之間、非政府組織之間，以及國家與非政府組織之間。最常見的是，斷層線戰爭的問題往往是關於領土問題，也可能是對人的控制方面。這種國家內部的戰爭可能涉及主要位於不同領土上的群體或混雜在一起的群體。後者更容易發生定期的暴力事件。
斷層線戰爭所涉及的問題至少對其中一個群體來說是非常具有象徵意義的。基於此問題為基本的身分問題，這種戰爭通常比正規戰爭更長，更難解決，而且即便協議已經達成，各團體也很少完全滿意，往往只能透過種族滅絕來解決問題。

## 另見
- 巴爾幹化
- 長期社會衝突（英语：Protracted social conflict）
- 文明衝突論